# Ітумбіара
Ітумбіара (AFI) — бразильський муніципалітет, розташований на півдні штату Гояс, на кордоні зі штатом Мінас-Жерайс. Це «місто-побратим» муніципалітету Мінас-Жерайс Арапора. Він розташований на південь від столиці штату Гоянія, приблизно за 204 кілометри від неї та за 411 кілометрів від федеральної столиці Бразиліа. 2461 km², Ітумбіара є тринадцятим за чисельністю населення муніципалітетом у своєму штаті з 106 845 жителями, згідно з оцінками Бразильського інституту географії та статистики (IBGE) на 2021 рік.
Історія Ітумбіари сягає початку 1820-х років, коли через річку Паранаїба була побудована дорога, яка мала на меті з'єднати Уберабу з центром Гояс. Через велику концентрацію жителів у цьому місці, приваблених головним чином будівництвом дороги, у 1852 році рішенням провінції було створено район під назвою Санта-Ріта-ду-Паранаїба. З проголошенням Бразильської республіки в 1909 році відбулося створення муніципалітету під назвою Санта-Ріта-ду-Паранаїба. Назва «Ітумбіара» походить від тупі-гуарані і була запропонована інженером Інасіо Паїсом Леме, наставником будівництва дороги.
Муніципалітет Ітумбіара вважається воротами до штату Гояс. Він також є одним із найбільших експортерів штату завдяки своєму розташуванню поблизу Мінас-Жерайс і Сан-Паулу, забезпечуючи потік сільськогосподарської продукції з південного заходу Гояс через південний і південно-східний регіони. Його головними туристичними визначними пам'ятками є річка Паранаіба, водоспад Салітре, маяк Бейра-Ріо та міст Аффонсу Пенна, останній відповідає за з'єднання штатів Гояс і Мінас-Жерайс. Також досліджуються водні види спорту в місті. Рейтинг Connected Smart Cities Ranking, який визначає найрозумніші міста з найбільшим потенціалом розвитку в країні, поставив Ітумбіару на 8-е місце серед найрозумніших міст із найбільшим потенціалом розвитку в регіоні Середнього Заходу країни, займаючи 3-тю позицію в штаті Гояс у ця ж категорія в 2021 році.

## Топонімія
На мові тупі-гуарані топонім Itumbiara означає «Шлях до водоспаду» через поєднання термінів ytu («водоспад») і piara («шлях до»). Ігнасіо Паес Леме, один із дослідників регіону, так назвав податковий пункт на власноруч побудованій дорозі, яка з'єднувала село Санта-Ріта-ду-Паранаіба (нині район муніципалітету) з Кашуейра-Дурада.

## Історія
Близько 1824 року з ініціативи генерала Куньї Матоса була побудована дорога, яка зв'язувала місцевість під назвою Анхангуера з містом Убераба в штаті Мінас-Жерайс. Початкова та кінцева точки цієї дороги пролягали на річці Паранаїба, кордоні штатів Гояс і Мінас-Жерайс.
Цей прохід був побудований в порту, і на цьому місці уряд штату встановив пункт збору ренти. У випадку перетину між штатами метою було змусити рух у цій точці. Цей факт, а також родючість землі в регіоні, що значно полегшує землеробство та скотарство, сприяли поступовому виникненню тут невеликого поселення. Коли це рудиментарне міське ядро було сформовано, його жителі спорудили каплицю та обрали Санта-Ріту своєю покровителькою. Пізніше на честь свого святого село отримало назву Порто-де-Санта-Ріта.
Він перейшов до категорії округу Санта-Ріта-ду-Паранаіба 21 серпня 1852 року провінційною постановою № 18. Закон штату № 349 від 16 липня 1909 року став муніципалітетом, а губернатором на той час був Урбано Коельо де Гувейя. Муніципалітет було створено 12 жовтня 1909 року та було віднесено до категорії міста згідно з Державним законом № 518 від 27 липня 1915 року та до категорії Комарка відповідно до Закону № 1. Незважаючи на велику кількість води навколо міста, електрика була проведена лише в 1933 році.
Ітумбіара була ареною двох революцій у 1930-х роках: першим великим зіткненням був один із епізодів Революції 1930-х років, який відбувся між військовими силами, вірними президенту Вашингтону Луїсу, та прихильниками реформаторських ідей майбутнього президента Гетуліо Варгаса. У цьому епізоді взяли участь близько ста людей з Ітумбіара. Avenida Washington Luís, розташована в центральному районі міста, позначає місце протистояння. Друге насильницьке протистояння, яке також відбулося в місті, було між армією та повстанськими силами штату Сан-Паулу під час Конституційної революції 1932 року. Революційний рух був сформований переважно юристами, професорами, комерсантами та студентами університетів, головною метою якого було негайне призначення загальних виборів Президента Республіки Бразилія, депутатів і сенаторів і подальша розробка нової Конституції Бразилії. Хоча Гетуліо Варгас, тодішній президент Бразилії, задушив революціонерів Сан-Паулу, вибори були призначені на 1933 рік, і з моменту проголошення Конституції 1934 року бразильці почали жити в правовій державі. Міст Аффонсо Пенна досі зберігає крізь діри від куль сліди цього епізоду бразильської історії.
Інженер Інасіо Паїс Леме, будівельник дороги «Ітумбіара» від Санта-Ріта-ду-Паранаіба до Кашуейра-Доурада, за сорок кілометрів від міста, запропонував назвати муніципалітет на честь дороги, що мовою Тупі-Гуарані означає «Шлях Качоейра»., пропозиція, схвалена урядом Гояс.
Першим муніципальним адміністратором Ітумбіара був пан. Антоніо Жоакім да Сілва, через кілька днів після його емансипації. Іншими піонерами, які обіймали відповідні посади під час встановлення муніципалітету, були: майор Рожеріо Пратес Котрім, перший муніципальний суддя; Хосе Олімпіо Ксав'є де Баррос, прокурор; Педро Гомес де Олівейра, нотаріус; і майор Militão Pereira de Almeida, перший начальник місцевої поліції. У законодавчій владі піонерами в муніципалітеті були Хасінту Брандао, який обіймав посаду президента, і полковник Сідні Перейра де Алмейда, як секретар.
Вдале географічне та стратегічне розташування Ітумбіари зробило місто одним із найрозвиненіших у регіоні Середнього Заходу країни. Муніципалітет поступово зростав і став одним із головних експортерів у штаті Гояс разом зі столицею Гоянією та іншими містами, такими як Анаполіс і Ріо-Верде.
Муніципалітет втратив частину своєї географічної території з емансипацією районів Панами в 1952 році ; Cachoeira Dourada, у 1982 році, головна туристична пам'ятка міста під час його емансипації; і Inaciolandia в 1993 році. Його відвідали вісім президентів Республіки : Афонсу Пенья, Жуселіну Кубічек, Еміліо Гаррастазу Медічі, Ернесто Гейзел, Жоао Батіста де Олівейра Фігейредо, Фернандо Коллор де Меллу, Фернандо Енріке Кардозу та Луїс Інасіу Лула да Сілва.

## Географія
Муніципалітет Ітумбіара має площу 2461 км², що становить 0,7237 % території штату Гояс, 0,1538 % території Середньозахідного регіону та 0,029 % всієї бразильської поверхні. Урбанізована територія муніципалітету простягається на 19,3424 км², будучи однією з найбільших урбанізованих територій серед муніципалітетів Гояс. Місто розташоване на висоті від 320 до 448 метрів, залежно від місця зйомки подібних кадрів. Найвищі точки муніципалітету не перевищують 800 метрів. Ітумбіара межує з такими муніципалітетами: Гоятуба, Панама та Буріті-Алегрі на півночі ; штат Мінас-Жерайс на півдні; Буріті Алегре на сході; Bom Jesus de Goiás і Cachoeira Dourada на заході.
Муніципалітет має гірський рельєф з хвилястими частинами. Однак більша частина його рівна, ідеальна для посівів і пасовищ. Серра-де-Санта-Ріта, на краю річки Паранаіба, представляє витоки та проникнення її передгір'їв у внутрішній частині, відокремлюючи відділи водних мас. Крім цієї гори є кілька пагорбів, але без будь-якої родзинки. Регіон має висоту від 320 до 448 метрів.
Ґрунт муніципалітету складається з гірських і хвилястих частин. Однак більша частина цього є плоскою, яка вважається ідеальною для посадки сільськогосподарських культур і пасовищ. Є Серра-де-Санта-Ріта, що межує з річкою Паранаіба, з витоками та проникненнями її передгір'їв у внутрішній частині, що розділяє водні маси. Крім цієї Серри, є ще кілька пагорбів. Рослинний покрив Ітумбіари, як правило, утворений сільською місцевістю та серрадо, причому найпоширенішими видами є ангіко, мастика, трава, жатоба, мурічі, пекізейро, біла сукупіра.
Муніципалітет Ітумбіара не має адміністративних регіонів. Поділяється на 58 районів. Серед найбільш густонаселених є райони Афонсу Пена, Ново-Орізонті, Віла-Віторія, Носса-Сеньора-да-Сауде та Сідаде Жардім.

### Гідрографія

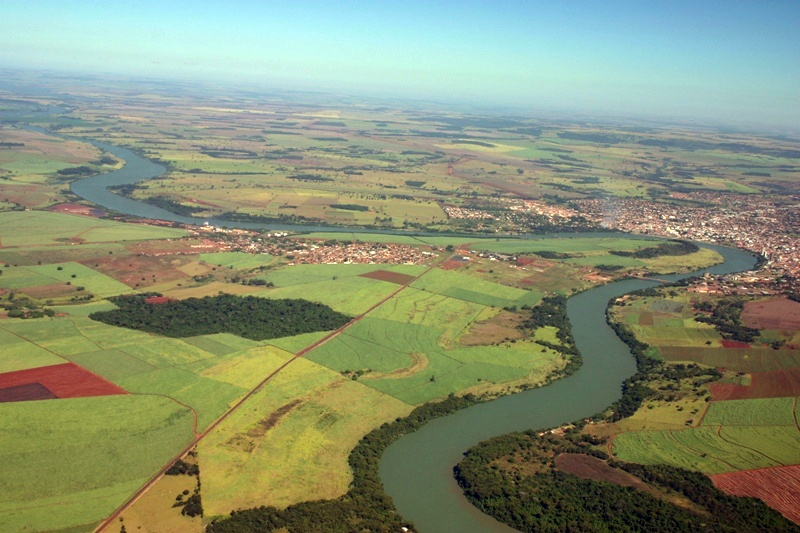
Річка Паранаїба, на кордоні між Ітумбіара та муніципалітетом Арапора, Мінас-Жерайс.

Ітумбіара розташована в басейні річки Парана, в гідрографічному регіоні Парана. Муніципальний центр омивається річкою Паранаїба, потоком Тріндаді та потоками Агуа Суджа, Помбас і Буріті. Річки Буа та Мейя-Понте також перетинають муніципальну територію, на додаток до деяких відомих потоків, таких як Санта-Марія, Кампанья, Бом-Сусесо, Боа-Вереда, Медес і Поссес. Є також сотні потоків.
Річка Паранаїба бере початок у штаті Мінас-Жерайс, в регіоні Мата-да-Корда, в муніципалітеті Ріо-Паранаіба, який носить таку саму назву, що й річка. Це одне з витоків річки Парана разом із Ріо-Гранде. Річка Буа, з іншого боку, бере свій початок у Серра-ду-Конгуме, в муніципалітеті Американо-ду-Бразил, і впадає в річку Паранаіба. Річка Мейя-Понте бере свій початок у Серра-дус-Брандойнш, в муніципалітеті Ітаусу.
Оскільки він має величезний енергетичний потенціал, завдяки річці Паранаїба на території Ітумбіари були побудовані великі гідроелектростанції, серед яких Гідроелектростанція Ітумбіара, найбільша гідроелектростанція Furnas Centrais Elétricas SA, яка утворює штучне озеро.

### Клімат
| Найбільше опадів випало за 24 години </br> зареєстрований в Itumbiara протягом місяців (INMET) | Найбільше опадів випало за 24 години </br> зареєстрований в Itumbiara протягом місяців (INMET) | Найбільше опадів випало за 24 години </br> зареєстрований в Itumbiara протягом місяців (INMET) | Найбільше опадів випало за 24 години </br> зареєстрований в Itumbiara протягом місяців (INMET) | Найбільше опадів випало за 24 години </br> зареєстрований в Itumbiara протягом місяців (INMET) | Найбільше опадів випало за 24 години </br> зареєстрований в Itumbiara протягом місяців (INMET) |
| місяць                                                                                         | Накопичене                                                                                     | Дата                                                                                           | місяць                                                                                         | Накопичене                                                                                     | Дата                                                                                           |
| ---------------------------------------------------------------------------------------------- | ---------------------------------------------------------------------------------------------- | ---------------------------------------------------------------------------------------------- | ---------------------------------------------------------------------------------------------- | ---------------------------------------------------------------------------------------------- | ---------------------------------------------------------------------------------------------- |
| січня                                                                                          | 100,5 mm                                                                                       | 16.01.1991                                                                                     | липень                                                                                         | 47,2 mm                                                                                        | 25.07.2014                                                                                     |
| Лютий                                                                                          | 91,9 mm                                                                                        | 08.02.2004                                                                                     | серпень                                                                                        | 47,1 mm                                                                                        | 23.08.1993                                                                                     |
| березень                                                                                       | 122,2 mm                                                                                       | 16.03.2019                                                                                     | Вересень                                                                                       | 44,4 mm                                                                                        | 29.09.1991                                                                                     |
| квітень                                                                                        | 80,4 mm                                                                                        | 10.04.2011                                                                                     | жовтень                                                                                        | 95,2 mm                                                                                        | 05.10.2016                                                                                     |
| Може                                                                                           | 64,6 mm                                                                                        | 07.05.1995                                                                                     | Листопад                                                                                       | 92,5 mm                                                                                        | 05.11.2009                                                                                     |
| червень                                                                                        | 49,6 mm                                                                                        | 06.06.1997                                                                                     | Грудень                                                                                        | 165,2 mm                                                                                       | 12.12.2005                                                                                     |
| Період : 06/10/1989-по теперішній час                                                          |                                                                                                |                                                                                                |                                                                                                |                                                                                                |                                                                                                |

Клімат в Ітумбіарі тропічний (тип Aw за Кеппеном), з сезоном дощів між жовтнем і квітнем, з помірно високими температурами, і сухим сезоном з травня по вересень, з більш м'якими температурами. Осінь і весна — перехідні пори року. У регіоні Ітумбіара зазвичай раптово змінюється температура. Найсуттєвіші кліматичні зміни відбуваються з середини серпня до січня, коли клімат стає значно спекотнішим, а температура може наближатися до 40 °C градусів або навіть перевищувати їх.
Згідно з даними Національного інституту метеорології (INMET), з червня 1989 року по травень 2012 року найнижча температура, зареєстрована в Ітумбіарі, становила 1,9 °C 18 липня 2000 року, а найвища температура досягла 42 °C 7 жовтня 2020 р. Найбільша кількість опадів за 24 години досягла 165,2 міліметра (мм) 12 грудня 2005 року. Накопичене дорівнює або перевищує 100 mm були також зафіксовані 27 грудня 1996 року (122,5 mm), 16 березня 2019 (122,2 mm), 8 грудня 2003 (113 mm) і 16 січня 1991 року (100,5 mm).Шаблон:Tabela climática de Itumbiara

## Демографія
Населення муніципалітету, згідно з оцінками Бразильського інституту географії та статистики (IBGE), у 2016 році становило 102 513 жителів, будучи 12-м за чисельністю населення в штаті та представляючи щільність населення 40,85 жителів на км². Згідно з переписом 2010 року, проведеним тим самим статистичним органом, 50,7 % населення становили жінки (47 117 жителів), 49,3 % (45 825 жителів) чоловіки, 95,8 % (89 000 жителів) проживали в міській місцевості та 4,2 % (3942 жителі) у сільській місцевості.
Приріст населення Ітумбіари за останнє десятиліття склав 14,14 %. Протягом дев'яти років, між 1991 і 2000 роками, населення муніципалітету отримало середньорічний темп зростання на 2,97 %, де його населення зросло з 81 143 жителів у 1991 році до 86 695 жителів у 2000 році. З іншого боку, рівень урбанізації зріс лише на 2,66 %, перейшовши з 63 % урбанізації в муніципалітеті в 1991 році до 64,67 % у 2000 році. У 2000 році населення його території становило 1,82 % населення штату і 0,04 % населення країни.

### Національний склад
Культурні, політичні та економічні риси, успадковані від португальців, є чудовими та вражаючими в муніципалітеті Ітумбіара. Це розвивалося так, однак, повертаючись трохи назад в історію, не можна забувати важливість індіанців з точки зору етнічного внеску. Це були індіанці, які почали людську окупацію Бразилії.
У своєму історичному формуванні демографія Ітумбіари є результатом змішання трьох основних етнічних груп, які складають бразильське населення: індіанців, європейців і чорних, таким чином утворюючи метисів регіону. Пізніше, з прибуттям іммігрантів, сформувався унікальний культурний плавильний котел, який характеризує населення як міста, так і штату, їх цінності та спосіб життя. Існує помітна спільнота бразильців японського походження, яка походить від японської імміграції в 1930-х роках, переважно фермери. З іншого боку, Ітумбіара виділявся на національній арені не лише залученням мігрантів, але й експортом іммігрантів за кордон, переважно до країн Північної Америки. Воно входить до списку бразильських міст із найбільшою кількістю корінних жителів, які проживають за кордоном, поряд із Говернадор Валадарес (MG) і Піраканьюба (GO).
Згідно з переписом IBGE 2000 року, населення Ітумбіари складається з: білих (53 211 % або 53 211 жителів), коричневих (28,49 % або 23 197 жителів), чорних (5,37 % або 4377 жителів), корінного населення (0,29 % або 233 жителя).) і жовтий (0,26 % або 209 жителів). Досі залишаються 203 особи, які не вказали свою етнічну приналежність, що становить 0,25 % від загальної кількості населення.

### Релігія

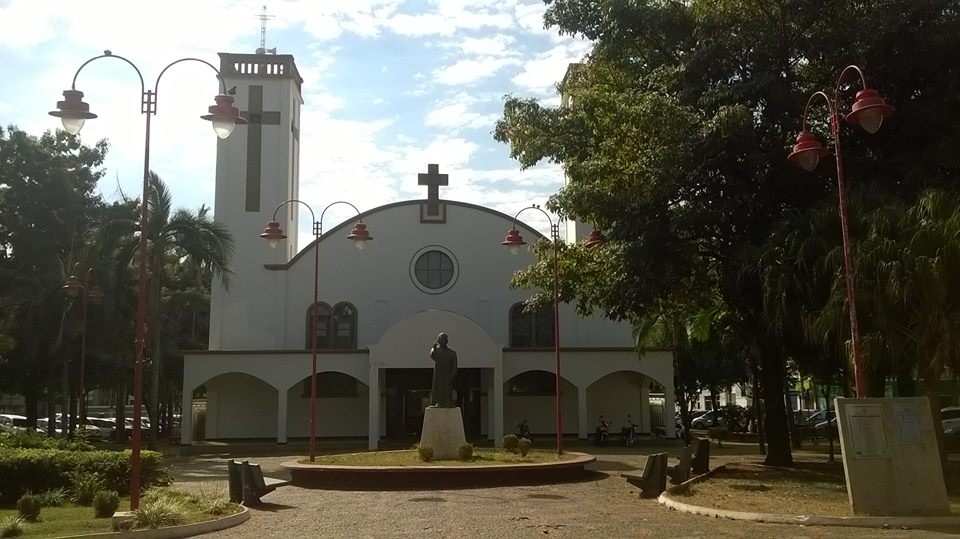
Церква Санта-Ріта-де-Касія.

Подібно до перевіреного культурного розмаїття в Ітумбіарі, тут присутні кілька релігійних проявів. Незважаючи на те, що воно розвивалося на виключно католицькій соціальній матриці, як через колонізацію, так і через імміграцію, сьогодні в місті можна знайти десятки різних протестантських конфесій, а також практику кандомбле, східні релігії, реставраційні християнські релігії, спіритизм, серед інших. За останні роки протестантські деномінації та спіритизм значно виросли в місті.
Згідно з даними IBGE за 2000 рік, населення Ітумбіари становлять: католики (44,74 %); євангелісти (39,25 %); люди без релігії (7,56 %); спіритуалісти (7,55 %); та східні релігії (0,10 %). Серед протестантських церков виділяються Асамблея Божа (2,69 %), Вселенська Церква Царства Божого (0,86 %) і Пресвітеріанська Церква (0,44 %). Серед реставраційних християнських конфесій виділяється Церква Ісуса Христа Святих Останніх Днів (0,34 %) та Свідки Єгови (0,03 %). Умбанда і Кандомбле разом становлять 0,15 % релігійного населення. Езотеричні традиції дотримуються 0.11 % населення, а 0,04 % населення заявили про відсутність релігії.

## Політика
Виконавча влада муніципалітету Ітумбіара представлена мером, якому допомагають його офіси секретарів і еквівалентних директорів, які обираються прямим голосуванням на чотирирічний термін і можуть бути переобрані на другий термін поспіль. Нинішнім головою муніципальної виконавчої влади є Франсіско Домінгес де Фаріа, пов'язаний з Бразильською лейбористською партією (PTB), обраний на муніципальних виборах 2012 року з 59,32 % дійсних голосів.
Законодавча влада здійснюється палатою, що складається з тринадцяти радників, які обираються на чотири роки. У нинішньому законодавчому органі, який розпочався в 2013 році, він складається з трьох місць від Бразильської лейбористської партії (PTB), двох від Партії демократичного руху Бразилії (PMDB), одного від Робітничої партії (PT), одного від Бразильської партії. Соціал-демократична партія (PSDB), один від Соціал-демократичної партії (PSD), один від Соціал-християнської партії (PSC), один від Республіканської партії (PR), один від Комуністичної партії Бразилії (PCdoB), один від Народна соціалістична партія (PPS) і один від демократів (DEM). Палата має підготувати та проголосувати основні закони для адміністрації та виконавчої влади, особливо бюджет участі (Lei de Diretrizes Orçamentárias).
Ітумбіара є місцем розташування третього судового округу та має чотири суди, два з яких цивільні, один кримінальний, а інший спеціальний суд. За даними Вищого виборчого суду (TSE), у грудні 2013 року в муніципалітеті було 70 687 виборців, що становить 1,634 % від загальної кількості Гояс. Першою існуючою політичною партією в Ітумбіарі була Democrata Santaritense, засновниками якої були майор Militão Pereira de Almeida та полковник Sidney Pereira de Almeida.
Що стосується організацій політичного представництва, то 32 із 35 бразильських політичних партій мають представництво в муніципалітеті. Згідно з інформацією, опублікованою Вищим виборчим судом (TSE) на основі даних за квітень 2016 року, політичною партією з найбільшою кількістю філій в Ітумбіарі є Партія бразильського демократичного руху (PMDB) з 1714 членами, за якою йде Прогресивна партія (PP) з 1671 членом і Бразильська соціал-демократична партія (PSDB) з 1396 членами. Завершує список п'яти найбільших політичних партій муніципалітету за кількістю членів: Робітнича партія (PT) з 1094 членами; і Бразильська соціалістична партія (ПСБ) з 459 членами. Крім того, згідно з Вищим виборчим судом, партія Pátria Livre (PPL) і Бразильська комуністична партія (PCB) є політичними партіями з меншим представництвом у федеративній одиниці, кожна з яких має по 1 філії. Три політичні партії не мають представництва в Ітумбіарі: Partido da Causa Operária (PCO), Partido Novo (NOVO) і Partido da Mulher Brasileira (PMB).

## Економіка
Валовий внутрішній продукт (ВВП) муніципалітету Ітумбіара є сьомим за величиною в штаті Гояс. Це виділяється, перш за все, у сфері надання послуг. Згідно з даними Бразильського інституту географії та статистики (IBGE) за 2018 рік, муніципалітет мав BRL 4 187 512,28 mil. у своєму валовому внутрішньому продукті та ВВП на душу населення 40 399,72 R$, що ставить муніципалітет на 16 місце серед муніципалітетів Середнього Заходу та 210 місце серед муніципалітетів Бразилії за ВВП.
З усього ВВП міста 245 834 mil. реалів — це валова додана вартість сільського господарства (первинний сектор), 911 098 mil. з промисловості (середня), 406 492 mil. — з податків на продукти за вирахуванням субсидій та 1 511 568 mil. становлять послуги (третинні). Третинний сектор наразі є основним джерелом ВВП в Ітумбіарі.
Ітумбіара також є одним із найбільш конкурентоспроможних муніципалітетів у Гоясі. Оскільки він має легкий доступ до півдня та південного сходу країни, потік виробництва полегшується. Це основний фактор, що сприяє виробництву, розширенню та створенню нових агропромислових комплексів у Діагрі — агропромисловому районі Ітумбіара, що сприяє зростанню та розвитку місцевої економіки. Itumbiara є основним експортером у Гояс.

### Первинний сектор
Сільське господарство
Муніципалітет розташований у долині річки Паранаіба, регіоні родючих земель, що робить сільське господарство основним джерелом доходу для місцевості. Незважаючи на те, що сільське господарство все ще становить значну частину місцевої економіки, сільське господарство поступається промисловості.
У 1996 році, згідно з сільськогосподарським переписом, оброблювана площа в 50 489 становила 50 489 гектарів тимчасових посівів; 720 га беззмінних посівів; 17 085 га природних пасовищ; 106 946 га штучних пасовищ (посаджені); 20 222 га природних і штучних лісів і 2132 га зрошуваних культур. Він також має загалом 246 460 гектарів, з яких 202 610 придатні для сільського господарства та пасовищ. Ще в 1996 році муніципалітет мав 1240 сільських господарств, 981 трактор, 755 механічних тягових плугів, 19 тягових плугів, 141 комбайн і 3645 саджальних машин.
Itumbiara має 39 складських і сухих складських приміщень, яких достатньо для розміщення та обслуговування всього виробництва муніципалітету, а також виробництва сусідніх муніципалітетів. У 1997 році його місткість 573 500 тонн або 9 550 000 мішків по 60 кілограмів, розподілених таким чином: 346 141 м³ у звичайних складах, що еквівалентно 186 920 тоннам, 193 240 тонн у складах безтарного типу та 193 340 тонн у складах безтарного типу.
Кількість прямих робочих місць, створених у сільському господарстві в муніципалітеті, у 2006 році становила 4441, з яких 3548 робочих місць займали чоловіки та 893 жінки. З них 4142 вакансії були зайняті особами старше 14 років.
Тваринництво
За даними сільськогосподарського перепису 1996 року, щільність стада великої рогатої худоби в Ітумбіарі становила 66,09 голів на км². У цьому ж році поголів'я великої рогатої худоби становило 162 896 голів. У 2006 році поголів'я великої рогатої худоби 120 792 на 120 792 голів, у тому числі на 2271 голів коней, 50 буйволів і 16 ослів.
Іншими відомими тваринами, що існували в муніципалітеті, у 1996 році були: буйволи, з 46 головами; свиней 5886 голів; овець, 756 голів; кіз, 2013 голів і птиці (кури, молодняк, курей і півнів), 95 580 голів — з річним виробництвом 140 438 десятків яєць — та іншої птиці (качки, чирки, гуси та індички) 10 235 голів.

### Вторинний сектор
Ітумбіара виділяється на державному рівні в промисловій зоні. Ця галузь становить значну частину економіки міста і в останні роки набирає обертів. Деякі продукти виділяються, такі як кукурудза, соя, бавовна та молочні продукти. Проте головний індустріальний економічний двигун знаходиться в галузях металургії, взуття, текстилю, механіки та харчової промисловості.
Він має промисловий район, розташований на берегах BR-452, з виходом на BR-153, остання відповідає за з'єднання штатів Гояс, Мінас-Жерайс і Сан-Паулу, а також досягає Бразиліа. Промисловий район має стабільну інфраструктуру, електрику, воду, каналізацію, телефон та асфальт. Він має площу приблизно 1 100 000 m², розподілених по кварталах і вулицях, розташованих за 8 кілометрів від центру міста. Представлені галузі промисловості отримують підтримку від FOMENTAR — системи фінансування до 70 % ICMS протягом 15 років, з комісією 2,6 % на рік, а також, з перевагами муніципалітету, пропонуючи переваги та навіть допомогу в прибиранні земля. На даний момент існує 167 галузей промисловості.
Муніципалітет є домом для кількох національних компаній-експортерів, з акцентом на Caramuru Alimentos (експортер сої), Louis Dreyfus Commodities (експортер похідних бавовни), JBS (експортер шкіри) і Stemac (генератори енергії).

### Третинний сектор
Ітумбіара вважається комерційним розподільним центром, що виділяється серед інших у мікрорегіоні Мея Понте. Усі 18 навколишніх муніципалітетів залежать від торгівлі в Ітумбіарі, яка збирає приблизно 36 % суми ICMS. Такі компанії, як Peugeot, Renault, Ford, Volkswagen, FIAT, Toyota, Hyundai, Nissan, Chery, Mitsubishi, Chevrolet і Jeep, які присутні в місті, обслуговують весь регіон. У місті також є кілька мережевих магазинів, таких як Lojas Americanas, Ricardo Eletro, Magazine Luiza, Casas Bahia, Pernambucanas, Drogasil, Pague Menos і мережа супермаркетів Bretas.
Згідно з даними податкового управління Ітумбіара, у 1997 році в муніципалітеті було 1098 діючих комерційних установ, 1322 призупинені комерційні установи, 542 установи, що надають послуги, 45 компаній автомобільного вантажного та пасажирського транспорту, 36 установ для зберігання та зберігання сухих зернових, 9 банківських установ та 12 готелів на понад 530 місць. Сьогодні, у 2018 році, вона має одну з найбільших компаній у галузі виробництва напоїв, польську транснаціональну компанію CanPack. Маючи понад 11 компаній по всьому світу, сьогодні вона має філію в Ітумбіарі з щоденним виробництвом понад 3 мільйонів алюмінієвих банок.

## Інфраструктура
У 2000 році в 24 216 було 24 216 домогосподарств, включаючи квартири, будинки та кімнати. З цієї загальної кількості 15 245 об'єктів були у власності, а 13 841 вже були оплачені (57,16 %); 1404 — у власності шляхом придбання (5,80 %) та 5487 — в оренді (22,66 %); 3407 об'єктів, з яких 1123 передано роботодавцем (4,64 %); 2284 були призначені іншим способом (9,43 %) і 77 — іншим способом (0,32 %).
Мережа розподілу води здійснюється компанією Companhia Saneamento de Goiás S/A (SANEAGO), яка є державною власністю та відповідає за санітарію в 223 муніципалітетах штату. По районах вода розводиться з артезіанських свердловин, а в штабі — переважно через водоочисні споруди.

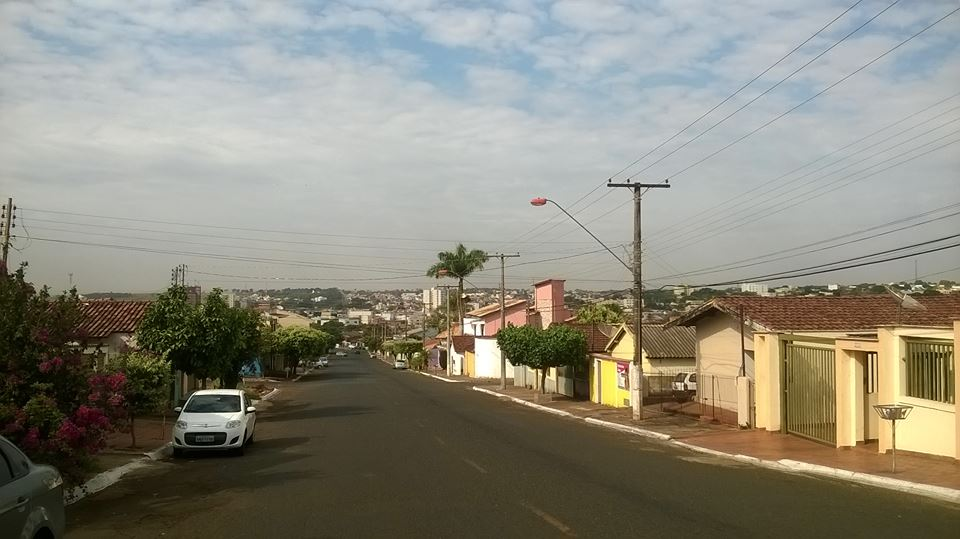
Проспект Гоятуба.

Відповідно до Федеральної конституції Бразилії муніципальна гвардія муніципалітету Ітумбіара разом із військовою поліцією Гоясу виконує функції захисту товарів, послуг і громадських об'єктів. Тим не менш, з огляду на громадські інтереси та під час виконання своїх повноважень поліції, він діє для запобігання та припинення деяких злочинів, особливо проти суспільних благ і послуг, і навіть може заарештовувати правопорушників in flagrante delicto та доставити їх до присутності начальника поліції, відповідно до положень кримінально-процесуального закону.

### Здоров'я
Ітумбіара має 51 медичний заклад, 27 з яких є приватними, 24 державними, включаючи лікарні, відділення невідкладної допомоги, центри здоров'я та стоматологічні послуги. Місто має 232 ліжка для госпіталізації в лікувальних закладах. У місті три лікарні загального профілю, дві державні та одна приватна. У Itumbiara також працюють 52 лікарі-хірурги, 108 клініцистів, 54 акушери та 54 педіатри, всього 268. У 2008 році було зареєстровано 1318 живонароджених, з яких 7,4 % були народжені недоношеними, 47,6 % — від кесаревого розтину і 25,1 % — від матерів від 10 до 19 років (0,5 % від 10 до 14 років). Загальний коефіцієнт народжуваності становить 14,14.

### Освіта
Ітумбіара має школи в усіх регіонах муніципалітету. У 2009 році в муніципалітеті було приблизно 13 708 учнів для початкової освіти, 4000 для середньої освіти та 2146 для дошкільної освіти. З навчальних закладів муніципалітету 48,9 % мали початкову освіту; 34,1 % — з дошкільної освіти; і 17 % середньої школи. Що стосується вчителів, то 64,8 % викладали початкову школу; 25 % для середньої школи; та 10,2 % на дошкільну освіту.
Що стосується вищої освіти, муніципалітет має кампус Державного університету Гоясу (UEG) і Федерального інституту Гоясу, єдиних двох державних вищих навчальних закладів. Він також має інші приватні вищі навчальні заклади, такі як Лютеранський інститут вищої освіти в Ітумбіарі, що належить до Лютеранського університету Бразилії (ULBRA), Факультет Санта-Ріта-де- Касія (UNIFASC), Університет Північного Парана (ЮНОПАР). і Юніассельві.
Муніципалітет також має підрозділи SENAI, SENAC і SESI, і, як наслідок, рівень грамотності та професійної підготовки в муніципалітетах є одними з найвищих у Гоясі. Загальна оцінка Ітумбіари в Індексі розвитку базової освіти (IDEB) у 2013 році в початкових класах початкової школи становила 6,4 бали. Проте в останніх класах початкової школи муніципалітет досяг результату 5,2 бали, що перевищило попередній бал, але було нижчим за середній показник по штату.

### Послуги та зв'язок

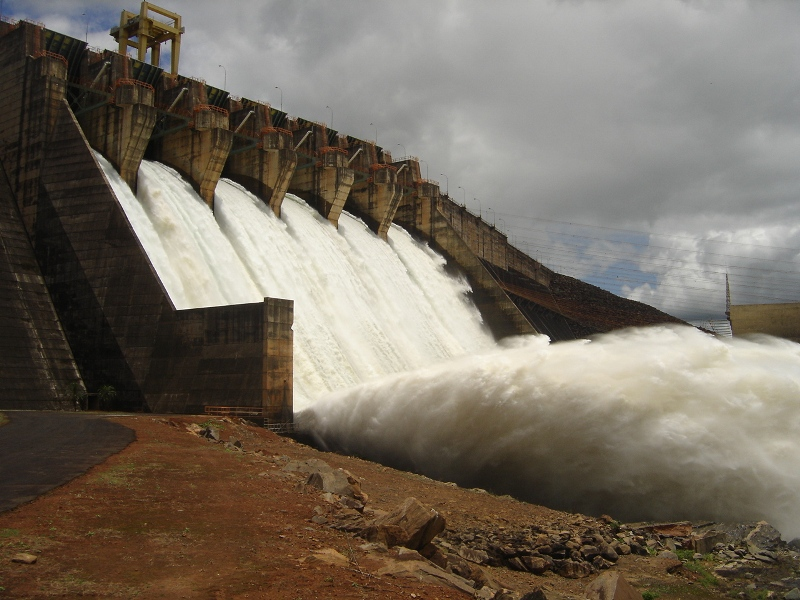
Гідроелектростанція Ітумбіара.

Муніципалітет забезпечується гідроелектростанцією Ітумбіара (UHI), яка працює з 1981 року і розташована на річці Паранаїба, між територією самого муніципалітету та Арапора. Це відповідає за постачання більшості муніципалітетів Гояс, Мінас-Жерайс і частини району Мату-Гросу-ду-Сул. Він має шість діючих блоків із загальною встановленою потужністю 2082 МВт, що робить його найбільшим заводом у бразильській системі Furnas. Будівництво УГІ розпочато в листопаді 1974 року.
Першою газетою в Ітумбіарі володів Хосе Флавіо Соарес у 1919 році під назвою O Comércio. Itumbiara приймає відкриті телевізійні сигнали від кількох бразильських станцій. Серед регіональних мовників, які транслюють програми, пов'язані з муніципалітетом, найважливішими є Rede Anhanguera, яка транслює TV Anhanguera, філію Rede Globo ; телевізійна мережа! Itumbiara, філія RedeTV! ; TV Serra Dourada, філія SBT ; TV Record Goiás, філія Rede Record ; і TV Brasil Central, філія TV Cultura.

### Транспорт
Муніципалітет має багато традицій в автомобільному транспорті. Оскільки він розташований на одній із найбільш жвавих осей у Бразилії, він має шосе та дороги, які з'єднують його з великими міськими центрами, такими як Гоянія, Бразиліа, Уберландія та Сан-Паулу. Відстань між муніципальним центром і столицею штату Гоянією становить приблизно 206 кілометрів. Його відстань від федеральної столиці Бразиліа становить 404 кілометри.
Три основні автомагістралі в Ітумбіарі: BR-153, яку також називають Трансбразильською магістраллю, що відповідає за доступ до столиці, Гоянії та Бразиліа; BR-452, що з'єднує місто з Ріо-Верде, і GO-419, що з'єднує Буріті-Алегрі.
Ітумбіара має невеликі традиції в річковому транспорті, головним чином через відсутність судноплавних річок на її території. Крім того, річка Паранаїба широко використовується для річкового транспорту, головним чином для практики екотуризму. Аеропорт Ітумбіара — офіційно Аеропорт Ітумбіара-Франсіско Вілела до Амарала — (ICAO : SBIT) управляється муніципальним урядом. Він має асфальтовану злітно-посадкову смугу довжиною 2700 метрів із денними та нічними умовами руху та пропускною здатністю для великих літаків.

## Культура і суспільство

### Туризм
Екотуризм значною мірою відповідає за туризм в Ітумбіарі, один із шляхів розвитку міста. це характеризується конкурентними перевагами розташування в цьому відношенні, з більшим акцентом на великому озері da Represa de Itumbiara, яке має глибину 521,20 метрів, затоплену площу 778 км² і загальним об'ємом 17 млрд м³. Це відповідає двом затокам Гуанабара.

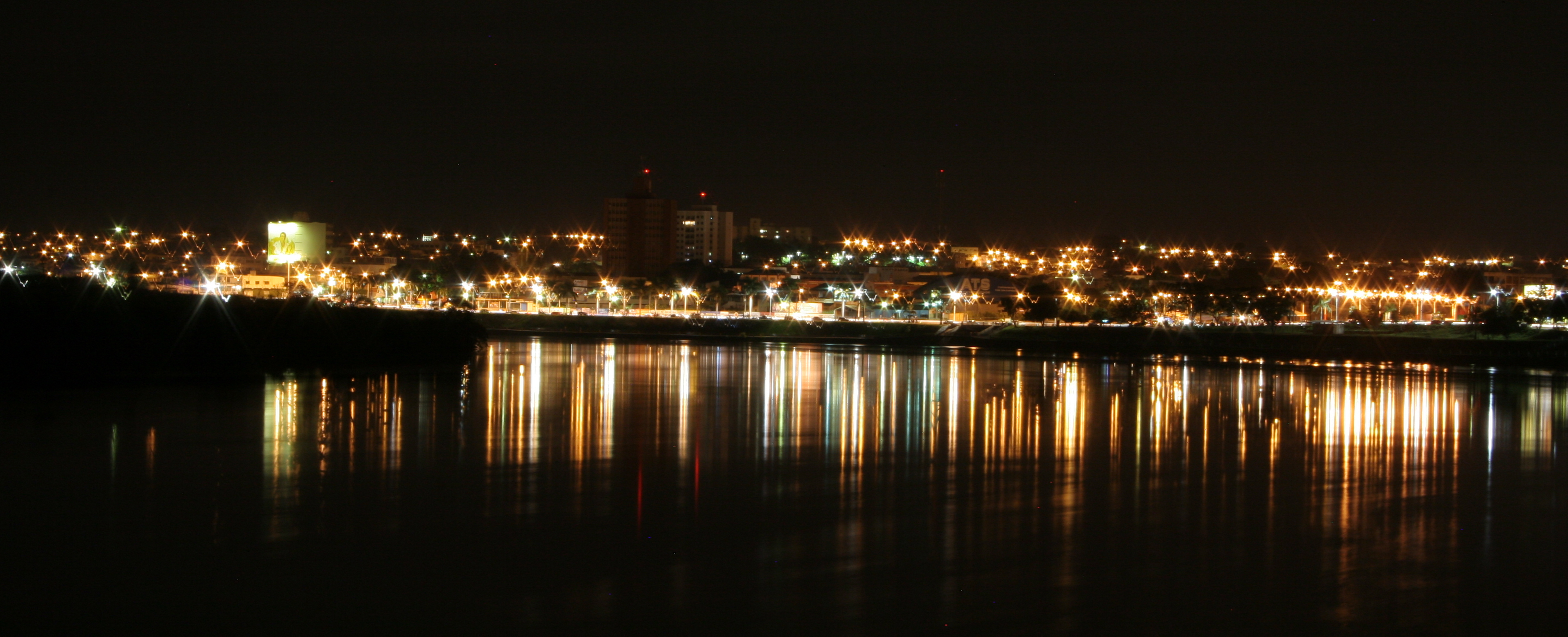
Нічний вид на Ітумбіару з муніципалітету Арапора, Мінас-Жерайс.

В останні роки зустрічі між рибалками та рибальськими командами стали частими в регіоні Lago da Represa do Rio Paranaíba для практики спортивної риболовлі, факт, який висвітлювався в спеціалізованих журналах, які вважають Ітумбіару другим найкращим місцем у Бразилії для риболовлі. Спортивна риболовля Тукунаре. Річка також є місцем водних видів спорту.
Kartódromo Internacional Dr Henrique Santillo, розташований у центрально-західній частині міста, приймає регіональні, національні та міжнародні заходи. Він розрахований на 5000 осіб.
Серед головних природних визначних пам'яток муніципалітету — річка Паранаїба, яка виступає як величезне дзеркало, яке відображає добре побудовані будівлі, що межують з нею, з одного боку, і з протилежного боку штат Мінас-Жерайс ; і водоспад Салітре, розташований у сільській місцевості, на територіальній межі з муніципалітетом Буріті-Алегрі, з стежками та скелелазінням.
Серед історичних пам'яток — Praça Matriz, побудована муніципальним указом № 538 від квітня 1934 року, автором якого є Сідні Перейра де Алмейда. На час побудови це був перший сквер у місті. Проект був виконаний інженером Едуардо Фігейредо Мендесом і представлений публіці 23 червня 1935 року. Сучасна назва — Praça da República; підвісний міст Аффонсо Пенна, який був пов'язаний з великою потребою розвитку південно-західного регіону Гояс і більшого зв'язку з великими центрами, такими як Сан-Паулу та Ріо-де-Жанейро ; і міст Engenheiro Cyro Gomes de Almeida, побудований на річці Паранаіба в 1958 році замість старого мосту Аффонсо Пенна, який був побудований під час перенесення столиці Бразилії з Ріо-де-Жанейро до Бразиліа в 1960 році. Його назва — данина поваги його будівельнику Сіро Гомесу де Алмейда.

### Мистецтво
У муніципалітеті є кілька театральних колективів. У 1919 році в місті виникла перша театральна група, яка також була одним із піонерів у районі на півдні Гоясу. Його створив та ідеалізував Хосе Флавіо Соарес, журналіст з регіону. Також у 1919 році в муніципалітеті відбулася прем'єра першої театральної п'єси Хосе Флавіо Соареса.
Перший кінотеатр в Ітумбіарі отримав назву Cine Brasil і належав Сідні Перейра де Алмейда. Саме в цьому закладі відбувся показ фільму в ковбойському стилі «O Az do Oeste», який став першим у місті.

### Події
Ітумбіара щороку проводить кілька заходів. Деякі вже добре відомі місцевому населенню. У місті проводяться важливі релігійні та культурні заходи. Серед визначних пам'яток фестиваль São Sebastião, що проводиться 20 січня ; свято Санта-Рита-де -Касія, у травні, і Quermesse de Cristo Rei, що проводиться між 1 і 10 травня. Річкова хода Nossa Senhora das Graças відбувається вже більше 50 років у серпні. Міська сільськогосподарська виставка, яка проходить у вересні, також є одним із культурних свят міста. Є також Екологічний тиждень, який проводиться в червні, Ярмарок промисловості та торгівлі південного Гоясу (Expossul), що базується в місті, і річниця муніципалітету, що відзначається 12 жовтня.

### Футбол
У футболі головним футбольним клубом Ітумбіари є Itumbiara Esporte Clube, заснований 9 березня 1970 року. Його штаб-квартира розташована на вулиці Гоянія, в історичному центрі Ітумбіари. Itumbiara Esporte Clube отримав свій перший державний титул у 2003 році, коли він став чемпіоном Goiás у другому дивізіоні. З 2004 року входить до Першого дивізіону Чемпіонату Гояно з футболу. У 1979 році він зіграв свій перший офіційний матч у Чемпіонаті Бразилії, де посів 64 місце. Він також брав участь у Срібному кубку в 1980, 1983 та 1984 роках; Бронзовий кубок у 1981 році та Третій дивізіон у 1987, 1994, 1995, 1997 та 1998 роках. Він виграв Чемпіонат Гояно де Футебол у 2008 році та отримав право зіграти на Кубку Бразилії у 2009 році, де його суперником був «Корінтіанс».
Футбольний клуб проводить свої ігри на муніципальному стадіоні імені Жуселіну Кубічека, розташованому в районі Планальто. Стадіон розрахований на 33 000 місць. Він був урочисто відкритий 10 жовтня 1976 року проти Club de Regatas Vasco da Gama, його рекорд відвідуваності стався у 2008 році, коли Ітумбіара зіткнувся з Goiás Esporte Clube, свідками якого були 31 000 людей.